# Henry d’Estienne
Henry d’Estienne (* 1. August 1872 in Conques-sur-Orbiel (Département Aude); † 11. März 1949 in Paris) war ein französischer Maler.

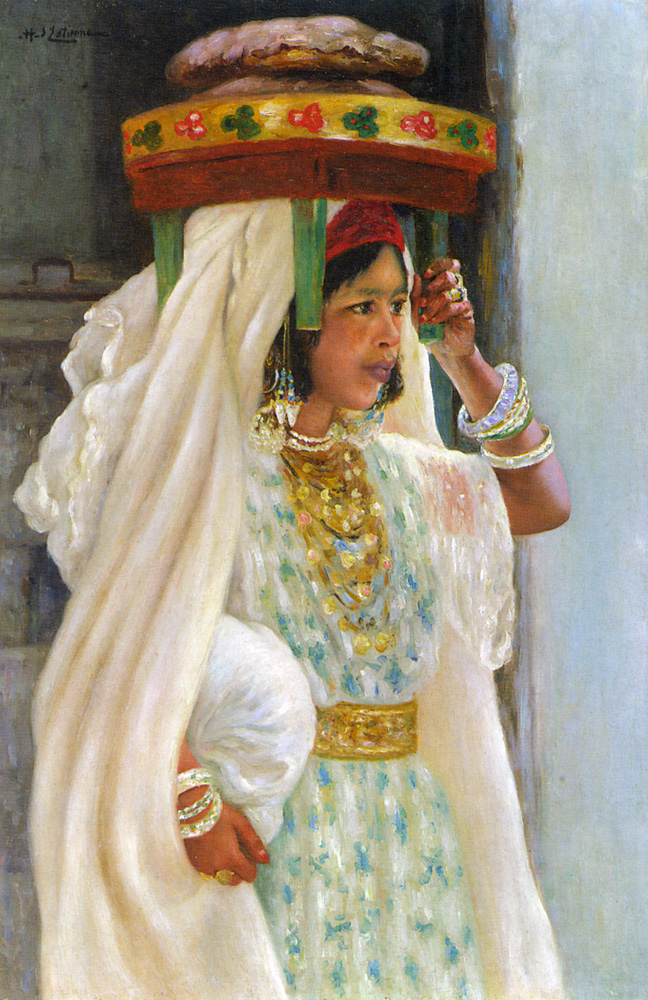
Fladenbrot tragendes Arabermadchen

Geboren als Henri-Claude Etienne, Sohn von François Etienne, eines Kunsttischlers, Bildhauers und Leiters der Bildhauerschule und von Marie Julie Joséphine Guyot, nahm er den adligen Künstlernamen „Henri d’Estienne“ erst 1898 als Teilnehmer des Salons der Société des Artistes Français an.
Henry d’Estienne besuchte das Lycée in Carcassonne, dann in Montpellier, kam 1887 nach Paris, besuchte dort die École des arts decoratifs und die École des Gobelins und studierte an der École des beaux-arts de Paris bis 1898 bei Jean-Léon Gérôme und Joseph Blanc.
Er debütierte 1898 am Salon der Société des Artistes Français. Sein „Porträt der Großmutter“ wurde 1899 vom französischen Staat eingekauft.
Fur die Weltausstellung Paris 1900 erhielt er vom Kolonialministerium den Auftrag für zwei Gemälde im zweiten Raum des Pavillons der somalischen Küste und bekam dafür eine Bronzemedaille.
Henry d’Estienne heiratete am 28. Juni 1900 Marie-Angélique Tirefort.
Dank dem Stipendium des Ministeriums für öffentliche Bildung und Bildende Kunst unternahm er eine einjährige Studienreise. Er besuchte Venedig, dann Marokko, Algerien, Tunesien, Sizilien und Spanien. Er widmete sich damals dem Orientalismus. Er besuchte dann mehrmals die Länder des Orients.
Der Künstler besuchte auch vielmals ab 1903 die Bretagne, wo er hauptsächlich in Le Faouët und Ouessant tätig war. Neben Genre- und Landschaftsbildern malte er auch Porträts.
Seine Kunst brachte ihm mehrere Auszeichnungen.
- 1900: Bronzemedaille auf der Weltausstellung Paris 1900
- 1901: Offizier des kambodschanischen Ordens
- 1902: Ritter des Ordre des Palmes Académiques
- 1903: Marie-Bashkirtseff-Preis
- 1903: Ritter der Ehrenlegion
- 1904: Offizier des Drachenordens des Kaiserreiches von Annam
- 1937: Goldmedaille der Pariser Internationalen Kunst- und Technikausstellung